# Aksamitny Królik

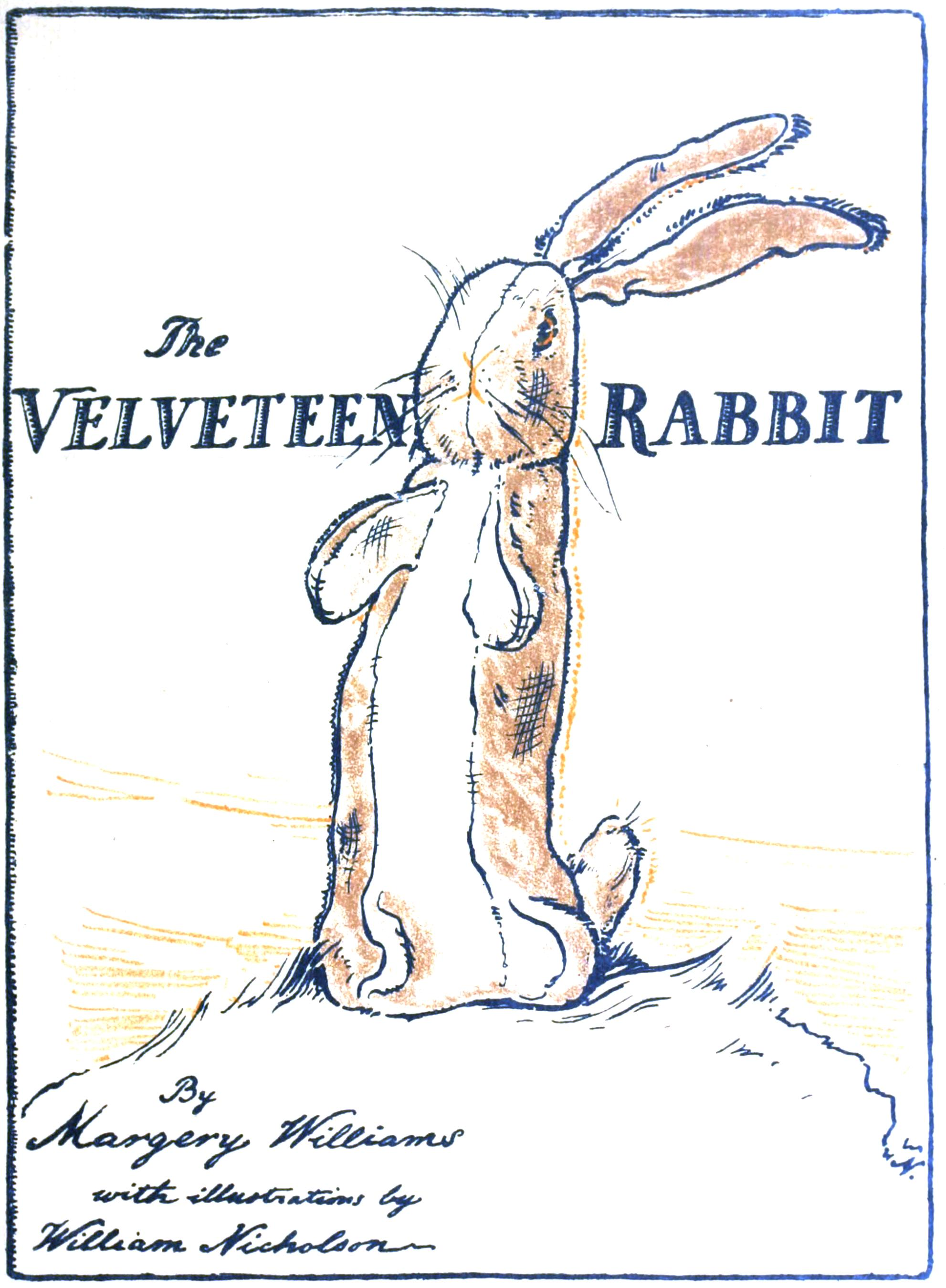
Aksamitny Królik, okładka wydania z 1922 roku

Aksamitny Królik, czyli jak zabawki stają się prawdziwe (ang. The Velveteen Rabbit or How Toys Become Real) – książka autorstwa Margery Williams z ilustracjami Williama Nicholsona wydana w 1922 roku. Zaliczana do klasyki literatury dziecięcej. Wydana po raz pierwszy w Polsce 20 listopada 2009 roku przez wydawnictwo Auditus z oryginalnymi rysunkami Nicholsona.
1 listopada 2009 roku ukazał się w Polsce audiobook z tekstem książki w interpretacji Piotra Fronczewskiego.
Na podstawie książki w 2008 roku Michael Landon Jr. nakręcił film Aksamitny królik.